# Lee Ryan
Lee Ryan (Chatham, 17 giugno 1983) è un cantante e doppiatore britannico.
È uno dei componenti della boy band inglese Blue.

## Biografia
Lee Ryan è nato a Chatham, città inglese della contea del Kent, il 17 giugno 1983. Durante l'infanzia, il cantante soffriva di dislessia, disturbo dell'apprendimento che riuscì a superare col passare del tempo. Prima di intraprendere la carriera musicale, con il totale appoggio della madre Sheila, Ryan lavorava come muratore e faceva anche parte del cast del telefilm "Holby City".
Nel 2001 inizia la carriera da cantante come componente dei Blue. Durante il momentaneo scioglimento del gruppo, Ryan ha inciso il suo primo album da solista, intitolato Lee Ryan, da cui sono stati estratti quattro singoli: Army of Lovers (luglio 2005), Turn Your Car Around (ottobre 2005), When I Think of You (gennaio 2006) e Real Love (aprile 2006).
Frequenta un corso di regia alla "Tish School Of The Arts" di New York, formando una piccola compagnia di produzione. E viene scelto come testimonial da Dolce&Gabbana.
Nel 2006 il singolo Real Love viene inserito nella colonna sonora del film d'animazione L'era glaciale 2 - Il disgelo, in cui Ryan doppia l'opossum Eddie nella versione in italiano. Il personaggio viene doppiato dal cantante anche nei sequel L'era glaciale 3 - L'alba dei dinosauri, L'era glaciale 4 - Continenti alla deriva e L'era glaciale - In rotta di collisione, eccetto nello spin-off di Buck, venendo sostituito dal doppiatore italiano Gabriele Sabatini.
Nel 2010 il cantante debutta come attore nel film The Heavy, distribuito negli Stati Uniti per il mercato direct-to-video e in alcuni cinema soltanto nel Regno Unito. Nello stesso anno, Ryan firma un contratto con l'etichetta discografica Geffen Records e pubblica I Am Who I Am/Secret Love, nuovo singolo contenente due tracce. Il brano doveva essere contenuto nel secondo album da solista del cantante, intitolato Confessions, annunciato ma mai pubblicato.
Nel 2011 Lee Ryan e gli altri tre componenti dei Blue ritornano sulla scena musicale dopo 6 anni di pausa partecipando agli Eurovision Song Contest con il singolo I Can. Nel 2013, il gruppo pubblica un nuovo album intitolato Roulette e due anni dopo pubblica Colours, il loro primo album distribuito dalla Sony Music.
Nell'agosto 2015 il cantante subisce un'operazione alle corde vocali causata da una cisti, che costringe i Blue ad annullare le date del loro nuovo tour europeo che si sarebbe dovuto svolgere nei mesi finali del 2015.
Dal 2008 al 2010 ha avuto una relazione con Sammi Millar, incontrata su Myspace. La Millar e Ryan hanno un figlio, Rain Ryan, nato il 30 novembre 2008. Lee inoltre, ha un'altra figlia di nome Bluebell, nata il 27 giugno 2007 da una breve relazione con Jessica Keevil.. 
Nel 2020 si è trasferito con la fidanzata Verity Paris in Spagna, con la quale si è sposato nel 2022. La coppia ha due figlie, nate rispettivamente nel 2021 e 2022, e nel settembre 2023 hanno rivelato di aspettare un terzogenito.

## Discografia

### Album in studio
- 2005 - Lee Ryan

### Singoli
- 2005 - Army of Lovers
- 2005 - Turn Your Car Around
- 2005 - When I Think of You
- 2006 - Real Love
- 2007 - Reinforce Love
- 2010 - I Am Who I Am/Secret Love

## Filmografia
- Holby City (2000) - apparizione
- L'era glaciale 2 - Il disgelo (2006) - Eddie (voce)
- L'era glaciale 3 - L'alba dei dinosauri (2009) - Eddie (voce)
- The Heavy (2010) - Rubin
- L'era glaciale 4 - Continenti alla deriva (2012) - Eddie (voce)
- L'era glaciale - In rotta di collisione (2016) - Eddie (voce)
- Tusshar Kapoor in The Dirty Picture (TBA)